# 決定論
決定論（けっていろん、英: determinism、羅: determinare）とは、あらゆる出来事は、その出来事に先行する出来事のみによって決定している、とする哲学的な立場。
対立する世界観や仮説は「非決定論」と呼ばれる。

## 概説
近代的な決定論は、宇宙に対する決定論と、人間に対する決定論に大別される。
宇宙に対する決定論は、宇宙の全ての状態は、それ以前の状態から物理法則に従って必然的に変化し、決定されるという考えである。因果的決定論とも呼ばれる。
人間に対する決定論は、ある個人に制御できない要素によって、その人の思考や行動が決まるという考えである。因果的決定論を人間にそのまま適用すれば、人間も物理法則に従って動く物質にすぎず、人間の思考や行動も事前に決定されていたことになり、自由意志の存在は否定される。量子論を考慮しても、人間の思考や行動は物理法則によって「確率的に」決定されると修正されるだけで、自由意志が否定されることに変わりはない。
また人間の決定論としてより具体的な決定メカニズムを指定したものに、遺伝決定論と環境決定論の分類がある。環境決定論の下位分類として（極端な）行動主義や文化決定論がある。
因果的決定論以外の決定論は、特定の要因の重要性を強調するために決定論と呼ばれており、因果的決定論のような厳密さはない。また理論の提唱者は決定論だとは言っておらず、批判者により決定論だとレッテルが貼られる場合もある。
その他に、人間の思考や行動の源は脳であり、その大部分あるいは全ては自由意志とは関係のない脳内の信号伝達によって決定される、とする決定論がある。
決定論による自由意志の否定は、道徳的責任の有無にも波及する。ある人が犯罪などの道徳的に問題のある行為をしても、それをすることが事前に決定されていたり、自分に制御できない要因によって引き起こされたのなら、道徳的な責任を問うことができなくなる。

## 決定論の歴史
決定論は自由意志の否定につながり、歴史的に西洋哲学、キリスト教神学で大きな主題となってきた。決定論と自由意志をからめた議論は古代ギリシャ・ローマのストア派の哲学にすでにみられる。

### 古代ギリシャ・ローマ
決定論的な考えは、古代ギリシャのデモクリトスの原子論にみられる。ただ古代の原子論はすなわち決定論という訳ではなく、エピクロスは直進する原子が突然軌道をそらす「原子の逸れ」という非決定論的な考えを導入し、ここに自由意志の余地を確保しようとした。古代ギリシャ・ローマにおいて決定論を積極的に展開したのがストア派である。ストア派は、宇宙が神および人間という理性的存在の手段として最適なものとして造られているという思想から、宇宙の出来事の連鎖はただ一通りの最適なあり方しかとれないと考えた。ストア派はそのような目的論的な秩序を摂理と呼んだ。
ストア派の考えの一部はキリスト教に受け継がれた。キリスト教神学では、神の全能性と人間の自由意志をどう調停するのかが問題となった。神の全能性を強調し、人間の自由意志を否定した思想にカルヴァンの予定説がある。

### 科学革命
17世紀の科学革命により、すべての現象を物質的な相互作用により説明する機械論が勃興した。機械論は因果的決定論であるが、それを人間にまで適用すると人間の自由意志が否定されてしまうという難点があった。デカルトは人間の心には機械論の適用を避け、心身二元論を取った。スピノザは自由意志を否定して厳格な決定論を唱え、ライプニッツは予定調和説により決定論と自由意志を両立させようとした。

## 因果的決定論
因果的決定論とは、いかなる現象もそれ以前の現象の単なる結果であり、この原因と結果の関係は因果律に支配されているがゆえに、未来は現在および過去に規定されて、一意的であるとする考え方。

### 古典物理学
古典力学は決定論的な理論であり、初期状態が決まれば、その後の物質の運動は物理法則に従って計算できる。もし世の中の全ての物質の位置や力を知ることができ、その全ての時間発展を計算することのできる知性があれば、未来の全ての状態を知ることができる（ラプラスの悪魔）。古典物理学が正しければ、未来ははるか昔からただ1通りに決まっている。

### 量子論と多世界解釈
量子力学の標準的なコペンハーゲン解釈では、観測により複数の状態のどれかが確率的に選ばれ、その他の可能性は実現しない。そのため量子論は因果決定論ではなく確率的な非決定論である。
しかし多世界解釈をとることで量子論は決定論となる。
多世界解釈ではシュレディンガー方程式の時間発展で予測される世界の状態は全て実現し、実在すると考える。多粒子のマクロな相互作用により各状態は干渉性を喪失し、互いに関わり合わない別の世界として分岐するが、どれか1つの状態だけが実現するのではなく、全ての状態が平行して存続する。シュレディンガー方程式で分岐する各世界の全てが決定されるので、多世界解釈は決定論となる。
その場合、心身二元論をとらずに量子論で閉じた理論とするならば、人間の意識は物質の相互作用によって生じ（随伴現象としての意識）、さらに物質(脳)の状態に応じて分岐した各世界で異なる意識をもち、人間の脳を含めた各世界の全ての状態はシュレディンガー方程式によって初期条件から決定される。
量子力学を拡張した場の量子論においても多世界解釈は同様に成立し、未完成であるが量子重力理論でも成立する。

## 生まれと育ちの決定論
遺伝決定論（または生物学的決定論）は、人間の能力や性格は遺伝によって決定されていると考え、逆に環境決定論では遺伝以外の環境によって決定されると考える。遺伝決定論は遺伝学が未発達だった20世紀初頭に支持を集めた。科学的理解が深まるにつれ、遺伝と環境のどちらもが人間の発達に影響すると考えられるようになった。遺伝率の概念が、遺伝と環境の影響の大きさを見積もるのに使われる。
環境決定論の下位分類に以下のものがある。
- 行動主義は、条件付けなど環境要因を重視する。行動主義心理学者のスキナーは環境重視の立場から自由意志否定論をとった。
- 文化決定論は、個人の思考や行動様式が所属する文化によって決定されるとする考え。

## 無意識と脳による決定論
脳科学の発展により、脳には専門化した複数のモジュールがあり、脳内で意識を担当するモジュールと、判断や行動を担当するモジュールは異なっていると考えられるようになった。マイケル・ガザニガは、意識を司るモジュールは他のモジュールが無意識下で行った判断を、後付けの理由をつけて、辻褄合わせをしていると考えた。人間の判断や行動は、意識とは関わりの少ないモジュールにより決定される。その傍証として、脳内の無意識の活動が、意識的な活動よりも先に生じるというベンジャミン・リベットの実験がある。また理由づけの極端な例として、分離脳患者や脳に障害を負った人による作話（でっち上げの理由による辻褄合わせ）がある。
意識を司るモジュールに対して、ガザニガはインタープリター(解釈者)・モジュールと名づけ、ダニエル・デネットやロバート・クルツバンは報道官モジュールと呼んだ。これは脳のなかで重要な決定をするのが大統領だとすれば、意識の役割というのは、大統領にほとんど接することがない報道官が、大統領の決定を説明するようなものである、との例えである。
この考えによれば、意識は脳の活動に伴う随伴現象であり、自由意志は存在しないか、その役割はかなり限定され、意識的な行動で外部に影響を与えているという感覚は（少なくとも大部分は）錯覚にすぎない。
人間の思考や行動が無意識により支配されているという考えは、これとは別に19世紀末からフロイトによって広められ、一時は大きな影響力をもったが、フロイトの説明は科学的には認められていない。

## ヘーゲル・マルクスの歴史決定論
哲学者のカール・ポパーは、ヘーゲルやカール・マルクスなどの思想を、歴史に単一の一元的な計画があり、歴史に必然性があるとする歴史決定論(Historicism)、「歴史法則主義」であると批判する。ヘーゲルの絶対精神や、マルクスの生産力と生産関係などの全体論的かつ一元的な社会概念は、旧来の歴史神学における神または絶対者を置き換えたものであるとポパーはいう。
また、マルクスの思想は、人々の意識や社会的な生活過程が経済的構造によって規定されるという経済的決定論であるともいわれる。

## その他の決定論
- 言語決定論は、人の思考様式は母語によって強く規定されるという考えである。
- 技術決定論は、ある社会における科学技術がその社会の社会構造や文化的価値観を決めるという理論のこと。